# 단바망간기념관
단바망간기념관(일본어: 丹波マンガン記念館)은 일본 교토부 교토시 우쿄구에 위치한 기념관이다. 망가니즈광산 갱도에 설치해 당시 강제징용된 조선인들에 대한 역사를 후세에 알리기 위하여 설립되었다.